# Qoros 3
A Qoros 3 a Qoros Auto kínai autógyár első autója. Hivatalosan 2013 márciusában mutatkozott be a Genfi Nemzetközi Motor Kiállításon a négyajtós kivitelű szedánnal. A típust Szlovákiában 2013 végén kezdték értékesíteni. Kínába 2014 januárja óta szállítják a megrendelt példányokat. 2014 márciusában a Genfi Autószalonban mutatták be a csapott hátú kivitelű Qoros 3-at, melynek képei korábban már megjelentek az interneten. Az autót a jobb oldalon közlekedő piacra fejlesztették ki, tervezője Gert Hildebrand német tervezőmérnök.

## Műszaki jellemzői
A Qoros 3 1,6 literes négyhengeres benzinmotoros autó, melynek két verziója, az atmoszferikus 93 kW-ot (126 LE) és 155 Nm nyomatékot, míg a turbófeltöltött 115 KW-ot (154 LE) 210 Nm ad le. A gyengébb verziót lehet hatsebességes kézi és hatsebességes dupla kuplungos automata váltóval is kérni, míg az erősebbnél csak az automata váltó elérhető. Kézi váltóval a gyengébbik motor álló helyzetből 11,6 másodperc alatt éri el a 100 km/h-t, automata váltóval 12,6 másodperc alatt képes ugyan erre és váltótól függetlenül 197 km/h a végsebessége. Az erősebb motorral szerelt modellnek a végsebessége 217 km/h és 9,7 másodperc alatt éri el a 100 km/h-t.
Az AVL osztrák autófejlesztő segítségével, két további közvetlen befecskendezésű benzinmotort fejlesztenek, ez egyik egy három hengeres 1,2 literes turbófeltöltésű, míg a másik egy új alapokra épülő 1,6 literes szintén turbófelöltésű benzines motor.

### Tanulmány modellek
A Qoros 3 Cross Hybrid Concept a nevéből adódóan crossoverek közé sorolható 5 ajtós ferde hátú típus. Formatervét tekintve nagyban hasonlít Qoros 3 szedánra és a ferde hátúra is. A hibrid rendszert az American Axle segítségével fejlesztették ki.
Az erejét több motor szolgáltja, az első kerekeket egy 1,2 literes háromhengeres turbófeltöltésű motor hajtja (97 kW/130 LE). A hátsó kereket egy 50 kW-os elektromos motor hajtja, ami a csomagtér és a hátsó tengely között található. Különlegessé teszi ezt a hibrid rendszert az hogy a motor és a váltó között is található egy elektromos motor. Ez az úgynevezett Integrated Starter Generator (ISG), ami amellett hogy a benzinmotort a kevés vibrációval és zajjal indítja be arra szolgál hogy töltse az akkumulátorokat annak érdekében, hogy folyamatosan képes legyen négykerék-meghajtásúként üzemelni a jármű, illetve ha szükség van rá, be tud segíteni az első kerekek meghajtásába is.
Az LG Chem típusú Lítiumion-akkumulátorok kapacitása 1.9 kWh, ez előreláthatólag 4 kilométernyi tisztán elektromos hajtáshoz lenne elég.
Emellett a genfi autószalonban bemutatták még a Qoros 3 Sedan-t és a Qoros 3 Estate Conceptet. Az utóbbi a nevéből adódóan kombi kivitelű, míg az előbbi pedig egy hagyományos szedán, amiben, megtalálható lesz a start-stop rendszer és az ideális váltást elősegítő kijelző a kézi váltós modellekben.

## Biztonság
A 2013. szeptemberi Euro NCAP tesztjén a Qoros 3 lett az első Kínából származó autó, ami 5 csillagos minősítést kapott. A Qoros 3 megkapta a kategóriája legjobb minősítését és a 2013-ban tesztelt 33 autó közül a legjobbnak minősítették.

## Fordítás
- Ez a szócikk részben vagy egészben  a   Qoros 3 című angol Wikipédia-szócikk ezen változatának fordításán alapul.  Az eredeti cikk szerkesztőit annak laptörténete sorolja fel. Ez a jelzés csupán a megfogalmazás eredetét és a szerzői jogokat jelzi, nem szolgál a cikkben szereplő információk forrásmegjelöléseként.